# Arthur Nevin

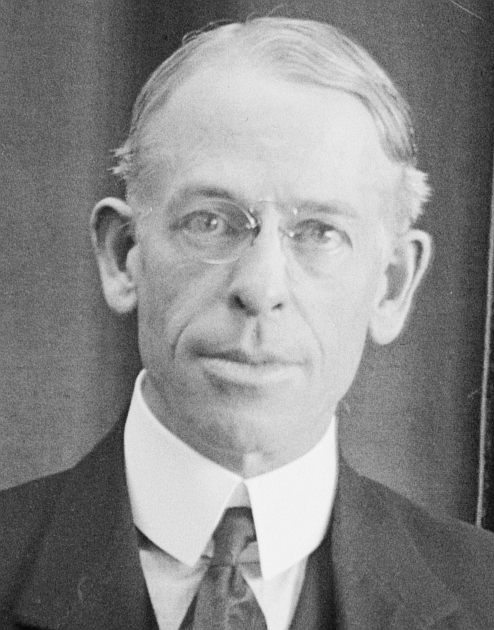
Arthur Nevin

Arthur Finley Nevin (* 27. April 1871 in Edgeworth/Pennsylvania; † 10. Juli 1943 in Sewickley) war ein US-amerikanischer Komponist, Dirigent und Musikpädagoge.
Der jüngere Bruder von Ethelbert Nevin studierte von 1889 bis 1893 am Konservatorium in Boston. Bis 1897 setzte er seine Ausbildung in Berlin bei Karl Klindworth und Engelbert Humperdinck fort. Nach seiner Rückkehr in die USA wirkte er als Lehrer und Dirigent in verschiedenen Städten. Unter anderem war er von 1915 bis 1920 Professor an der University of Kansas und von 1920 bis 1922 Dirigent des Orchesters von Memphis.
1902–03 studierte Nevin die Musik der Blackfoot in Montana. Ergebnis der Studien war die Oper Poia nach einer indianischen Legende, die 1910 an der Königlichen Oper in Berlin uraufgeführt wurde. Die einaktige Oper Twilight entstand 1911, wurde aber erst 1918 unter dem Titel A Daughter of the Forest in Chicago unter der Leitung des Komponisten uraufgeführt. Außerdem komponierte Nevin kammermusikalische Werke – darunter ein Streichquartett in D-moll (1929) und das Streichquartett At the Spring, ein Klaviertrio, Klavierstücke und Lieder –, die Kantaten The Djinns (1913) und Roland (1914) und Orchesterwerke wie die Lorna Doone Suite (1897), die Miniature Suite (1902), Springs of Saratoga (1911), die Love Dreams Suite (1914), Sinfonic Poem (1930), Arizona (1935), die Bakawali Dances sowie ein Klavierkonzert.